# Kanton Valentigney
Der Kanton Valentigney ist seit 1982 ein französischer Wahlkreis im Département Doubs in der Region Bourgogne-Franche-Comté. Er umfasst 15 Gemeinden im Arrondissement Montbéliard und hat seinen Hauptort (frz.: bureau centralisateur) in Valentigney. Im Rahmen der landesweiten Neuordnung der französischen Kantone wurde er im Frühjahr 2015 erheblich erweitert.

## Gemeinden
Der Kanton besteht aus 15 Gemeinden mit insgesamt 28.076 Einwohnern (Stand: 1. Januar 2022) auf einer Gesamtfläche von 134,32 km²:
| Gemeinde                 | Einwohner 1. Januar 2022 | Fläche km² | Dichte Einw./km² | Code INSEE | Postleitzahl |
| ------------------------ | ------------------------ | ---------- | ---------------- | ---------- | ------------ |
| Bourguignon              | 880                      | 5,56       | 158              | 25082      | 25150        |
| Dambelin                 | 506                      | 12,43      | 41               | 25187      | 25150        |
| Écot                     | 497                      | 11,02      | 45               | 25214      | 25150        |
| Feule                    | 189                      | 3,76       | 50               | 25239      | 25190        |
| Goux-lès-Dambelin        | 272                      | 8,90       | 31               | 25281      | 25150        |
| Mandeure                 | 4.672                    | 15,13      | 309              | 25367      | 25350        |
| Mathay                   | 2.131                    | 14,85      | 144              | 25370      | 25700        |
| Neuchâtel-Urtière        | 166                      | 6,21       | 27               | 25422      | 25150        |
| Noirefontaine            | 325                      | 3,35       | 97               | 25426      | 25190        |
| Pont-de-Roide-Vermondans | 3.971                    | 13,58      | 292              | 25463      | 25150        |
| Rémondans-Vaivre         | 206                      | 9,19       | 22               | 25485      | 25150        |
| Solemont                 | 133                      | 8,09       | 16               | 25548      | 25190        |
| Valentigney              | 10.624                   | 9,74       | 1.091            | 25580      | 25700        |
| Villars-sous-Dampjoux    | 352                      | 3,06       | 115              | 25617      | 25190        |
| Voujeaucourt             | 3.152                    | 9,45       | 334              | 25632      | 25420        |
| Kanton Valentigney       | 28.076                   | 134,32     | 209              | 2519       | –            |

Bis zur landesweiten Neuordnung der französischen Kantone im März 2015 gehörten zum Kanton Valentigney die drei Gemeinden Mandeure, Valentigney und Voujeaucourt. Sein Zuschnitt entsprach einer Fläche von 34,32 km2. Er besaß vor 2015 den INSEE-Code 2535.

## Politik
| Vertreter im Departementrat | Vertreter im Departementrat     | Vertreter im Departementrat |
| Amtszeit                    | Namen                           | Partei                      |
| --------------------------- | ------------------------------- | --------------------------- |
| 2001–2015                   | Martine Voidey                  | PS                          |
| 2015–                       | Frédéric Barbier Martine Voidey | PS                          |